# The Dark of the Matinée
The Dark of the Matinée (nebo také jen Matinée) je singl skotské indie-rockové kapely Franz Ferdinand, který se objevil jako čtvrtá píseň na eponymním albu Franz Ferdinand vydaném 9. února 2004. O dva měsíce později vyšel na CD, DVD a gramodesce.
Mimo singlu The Dark of the Matinée obsahuje nahrávka i dříve nevydané písně Better In Hoboken a Forty Feet.

## Úryvek textu
Find me and follow me through corridors, refectories and files
You must follow, leave this academic factory
You will find me in the matinee
The dark of the matinee
It's better in the matinee
The dark of the matinee is mine
Yes it's mine

## Jednotlivé verze

### CD
1. The Dark Of The Matinée
2. Better In Hoboken
3. Forty Feet

### DVD
1. The Dark Of The Matinée (promo video)
2. The Dark Of The Matinée (video živě v KCRW)
3. Galerie „Cheating On You“ (živý záznam)
4. Pozadí na PC

### Sedmipalcová gramodeska
1. The Dark Of The Matinée
2. Michael (živě v KCRW)

### Dvanáctipalcová gramodeska
1. The Dark Of The Matinée
2. Better In Hoboken
3. Forty Feet